# Еди Грей
Едуин „Еди“ Грей (на английски: Edwin 'Eddie' Gray), роден на 17 януари 1948 в Глазгоу, Шотландия. Един от легендарните футболисти на АФК Лийдс Юнайтед от 1960-те и 1970-те, по-късно и негов мениджър. Фантастично ляво крило, като и до днес е считан за най-техничния играч, слагал фланелката на Лийдс.

## Отличия
- Първа английска дивизия
  - Шампион (2): 1968 – 69, 1973 – 74
  - Вицещампион:(4): 1965 – 66, 1969 – 70, 1970 – 71, 1971 – 72
- Купа на панаирните градове/Купа на УЕФА
  - Шампион (2): 1968, 1971
  - Вицещампион:(1): 1967
- Купа на Англия
  - Носител (1): 1972
  - Финалист (2): 1970, 1973
- Купа Черити Шийлд
  - Носител (1): 1969,
  - Финалист (1): 1974
- Купа на Лигата
  - Носител (1): 1968
- Шампионска лига
  - Финалист (2): 1973, 1975